# سونورا (گروه موسیقی)
سونورا (به ایتالیایی: Sonohra) یک گروه موسیقی پاپ ایتالیایی متشکل از دو برادر به نام‌های دیگو و لوکا فاینلو از شهر ورونای ایتالیا است. آنها موفق به دریافت مقام نخست جشنواره سن‌رموی ۲۰۰۸ در بخش جوانان شده‌اند.

## اعضا
- لوکا فاینلو (زاده ۲۷ فوریه ۱۹۸۲ در ورونا)
- دیگو فاینلو (زاده ۲۷ نوامبر ۱۹۸۶ در ورونا)

## آثار

### آلبوم‌ها
- ۲۰۰۸ - Liberi da sempre (نخستین و معروف‌ترین اثر)
- ۲۰۰۸ - Sweet Home Verona

### تک‌آهنگ‌ها
- ۲۰۰۸ - L'amore (برنده جایزه سن‌رموی ۲۰۰۸)
- ۲۰۰۸ - Love Show
- Salvami ۲۰۰۸ -
- Besos Fáciles ۲۰۰۸ - (نسخه اسپانیایی Love Show)

## نام
نام سونورا (Sonohra) چند معنی می‌دهد:
- سونورا نام بیابانی است که در کالیفرنیا، آریزونا و مکزیک گسترده است.
- این واژه در صورتی که به سرعت تلفظ شود در ایتالیایی، «صدای اکنون» معنی می‌دهد.